# Депонирование документов
Депони́рование представляет собой размещение документа с целью предоставления к нему свободного доступа на некоммерческой основе, в последнее время — типично в электронной форме в глобальной информационной сети. Термин обычно используется для обозначения практики рецензируемых журналов по размещению электронных копий статей и выступлений на конференциях, а также докладов, размещённых в репозиториях или в других общедоступных архивах с целью увеличения доступности, частоты использования и цитирования.
Депонирование является одним из двух общеизвестных методов обеспечения свободного доступа. Другой — свободная публикация в журналах, находящихся в свободном доступе. Иногда такая публикация называется «золотым» путём к свободному доступу, а депонирование — «зелёным».
Примерно 91 % рецензируемых журналов поддерживают авторов, депонирующих сигнальные экземпляры своих работ. В то время как право депонирования опубликованного материала регламентируется законами об интеллектуальной собственности, право депонировать препринт — это всего лишь вопрос политики журнала.

## История
Депонирование всех работ в электронной форме впервые явно было предложено как общая практика Стивеном Харнардом в его публикации «Подрывное предложение», хотя учёные-компьютерщики спонтанно депонировались на анонимных FTP-архивах по крайней мере с 1980-х (например, CiteSeer), а физики — с начала 1990-х в сети (например, arXiv.org).

## Организации
В России депонирование рукописных работ осуществляет ВИНИТИ, ИНИОН РАН, Институт теории и истории педагогики РАО, Центр научно-технической информации «Информсвязь» и другие российские отраслевые органы информации.
В Белоруссии депонирование научных работ осуществляет БелИСА (Белорусский институт системного анализа и информационного обеспечения научно-технической сферы) и Фундаментальная библиотека Белорусского государственного университета
В Казахстане депонирование научных работ осуществляет Национальный Центр Научно-технической Информации (НЦ НТИ).
В Киргизии депонирование научных работ осуществляет Национальный библиотечно-информационный фонд.

## Нормативно-правовые акты СССР о порядке депонирования рукописных работ
- Постановление Государственного комитета по координации научно-исследовательских работ СССР от 19 апреля 1965 № 119. (Отменена 14 мая 1971 года)
- Инструкция о порядке депонирования рукописных работ по естественным, техническим и общественным наукам. — М.: Б/и. 1971. (Утверждена постановлением Государственного комитета Совета Министров СССР по науке и технике, Президиума Академии наук СССР, Министерства высшего и среднего специального образования СССР и Главного управления по охране Государственных тайн в печати при Совете Министров СССР от 14 мая 1971 года, № 157/13)
- Инструкция о порядке депонирования рукописных работ по естественным, техническим и общественным наукам. — М.: Б/и. 1977. (С учётом изменений и дополнений, внесённых постановлением Государственного комитета Совета Министров СССР по науке и технике, Президиума Академии наук СССР, Министерства высшего и среднего специального образования СССР и Главного управления по охране Государственных тайн в печати при Совете Министров СССР от 1 августа 1977 года, № 354)